# Eugène Ionesco
Pour les articles homonymes, voir Ionesco.
Œuvres principales
- La Cantatrice chauve (1950)
- La Leçon (1951)
- Les Chaises (1952)
- Victimes du devoir (1953)
- Scène à quatre  (1959)
- Rhinocéros (1959)
- Le roi se meurt (1962)
- Macbett (1972)

Eugène Ionesco, né Eugen Dimitri Ionescu () le 26 novembre 1909 à Slatina (Roumanie) et mort le 28 mars 1994 à Paris (France), est un dramaturge et écrivain de langue française roumano-français.
Il passe une grande partie de sa vie à voyager entre la France et la Roumanie ; représentant majeur du théâtre de l'absurde en France, il écrit de nombreuses œuvres dont les plus connues sont La Cantatrice chauve (1950), La Leçon (1951), Les Chaises (1952), Rhinocéros (1959) et Le roi se meurt (1962).

## Biographie

### Enfance
Eugène Ionesco est le fils d'un juriste roumain travaillant dans l'administration. Sa mère, Marie-Thérèse Ipcar, qui lui apprit le français, est la fille d'un ingénieur français des chemins de fer roumains qui a grandi en Roumanie. En 1913, la jeune famille émigre à Paris, où le père veut passer un doctorat en droit. Quand, en 1916, la Roumanie déclare la guerre à l'Allemagne et à l'Autriche-Hongrie, le père, mobilisé, retourne en Roumanie, ne donne plus de nouvelles. Sa famille, restée à Paris, le croit mort à la guerre. En fait, resté en vie, le père obtient le divorce et se remarie à Bucarest (avec Eleonora Buruiană surnommée Lola).
À Paris, Eugène, son frère et sa jeune sœur Marilina sont élevés par leur mère, qui survit grâce à des travaux occasionnels et à l'aide de leur famille française. Eugène est placé dans un foyer d'enfants où règnent les brimades et auquel il ne peut s'habituer. Aussi, de 1917 à 1919, sa sœur et lui, âgé alors de huit ans, sont confiés à une famille de paysans de La Chapelle-Anthenaise, un village proche de Laval (Mayenne).
Évoquant cette période, restée dans son souvenir comme un temps très heureux, dans son discours de réception à l'Académie du Maine le 8 mai 1965, il dit qu'il y était « né à la vie du cœur et à celle de l'esprit, là où j'appris ce qu'était la grande communauté humaine, proche et lointaine, temporelle et extra-temporelle, visible et invisible ».
En 1925, le frère et la sœur rejoignent malgré eux leur père, qui a obtenu leur garde, mais ils ne trouvent aucune sympathie chez leur belle-mère restée sans enfant. À Bucarest, ils apprennent le roumain et se font de nouveaux amis, mais dès 1926, Eugène se fâche avec son père, apparemment très autoritaire, et qui n'a que du mépris pour l'intérêt que son fils porte à la littérature alors qu'il aurait voulu en faire un ingénieur. Eugène Ionesco entretient une relation exécrable avec ce père magistrat, opportuniste et tyrannique, qui se rangera tout au long de sa vie du côté du pouvoir, adhérant successivement aux dictatures carliste, fasciste puis communiste. Ionesco n'acceptera jamais le manque d'éthique, d'amour et d'ouverture de son père.
Il revient auprès de sa mère, réinstallée elle aussi en Roumanie, et trouve un poste de clerc à la banque d'État roumaine. En 1928, il commence des études de français à Bucarest et fait la connaissance d'Emil Cioran et de Mircea Eliade, ainsi que de sa future épouse, Rodica Burileanu (1910-2004), une jeune bucarestoise étudiante en philosophie et en droit. Parallèlement, il lit et écrit beaucoup de poésies, de romans et de critiques littéraires en roumain. Après avoir terminé ses études en 1934, il enseigne le français dans différentes écoles et dans d'autres lieux de formation, puis se marie en 1936.
Dans l'étude qu'elle consacre à la jeunesse littéraire d'Eugène Ionesco, Ecaterina Cleynen-Serghiev conclut « La carrière roumaine du futur académicien n'a pas été un échec. Le critique n'a pas été ignoré, les contradictions de ses articles et de son livre [Non] ont été relevées, mais aussi l'intelligence, l'humour et le caractère attachant du critique. « Le livre de cet enfant terrible qu'est Eugen Ionescu — notait un critique le 28 mai 1934 dans son Journal — est écrit avec clairvoyance, avec du nerf, de la verve et de l'audace, qui conviennent bien — et sont même à désirer — dans la pratique des jeunes » écrivait Sașa Pană dans son livre Născut în '02 [« Né en 1902 »], Bucarest, 1973, p. 469) ».

### Années difficiles avant, pendant et après la Seconde Guerre mondiale
En 1938, Ionesco reçoit de l'Institut français de Bucarest une bourse afin de préparer à Paris une thèse de doctorat sur les thèmes du péché et de la mort dans la poésie moderne depuis Baudelaire, ce qui lui permet d'échapper à l'ambiance de guerre civile d'une Roumanie carliste en conflit armé avec le mouvement de la Garde de fer. De Paris, il fournit des informations aux revues roumaines sur les évènements littéraires de la capitale française.
Après la défaite de la France de mai-juin 1940 et l'effondrement consécutif du régime carliste en Roumanie, le couple Ionesco doit rentrer à Bucarest : ressortissant roumain, Eugène doit passer en conseil de révision. Sa santé lui permet d'échapper à la mobilisation dans l'armée, mais la Roumanie devient fasciste et les citoyens réputés francophiles sont désormais très surveillés : le pouvoir effectif appartient aux ambassadeurs nazis Wilhelm Fabricius (de) et Manfred von Killinger, dans un pays dont l'URSS occupe une partie (juin 1940) tandis que le Troisième Reich « protège » le reste (octobre 1940). Bucarest comme Paris collaborent avec Berlin : la Roumanie est dans le même camp que le régime de Vichy. Cela permet à Ionesco d'obtenir, en mai 1942, un poste d'attaché de presse à l'ambassade de Roumanie en France, à Vichy. C'est à Vichy que naît son unique enfant, Marie-France, le 26 août 1944. La famille Ionesco ne quittera plus la France, après avoir vécu un temps à Marseille, puis à Paris.
À la Libération, la France gaulliste et la Roumanie communiste (depuis le 6 mars 1945) ne sont plus dans le même camp politique et Ionesco perd son poste d'attaché : le couple connaît alors une période de grande gêne financière et Ionesco, encouragé par Jean Paulhan, entre comme correcteur au service d'une maison parisienne d'édition juridique, jusqu'en 1955.

### Lente ascension

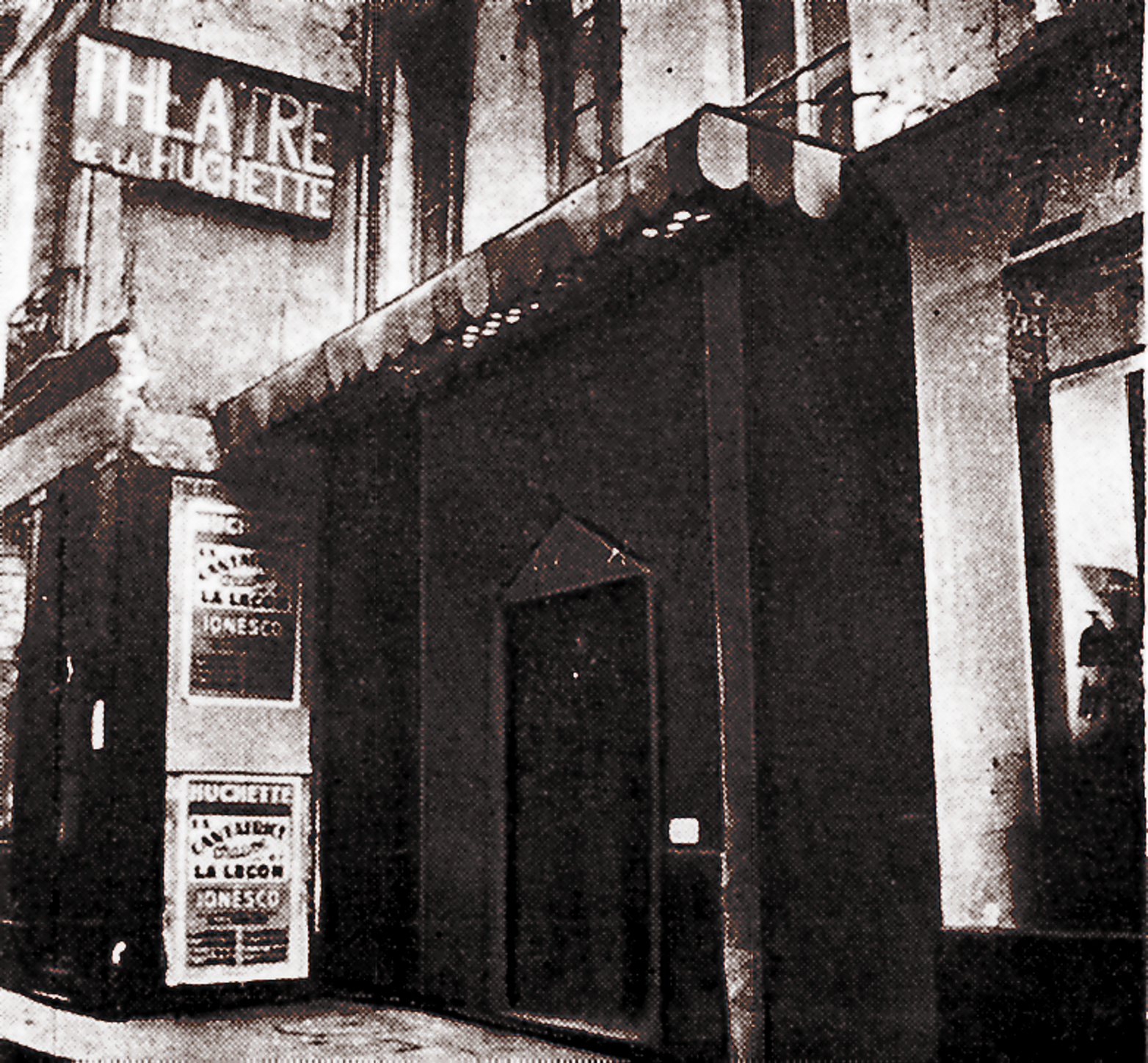
Théâtre de la Huchette en 1957.

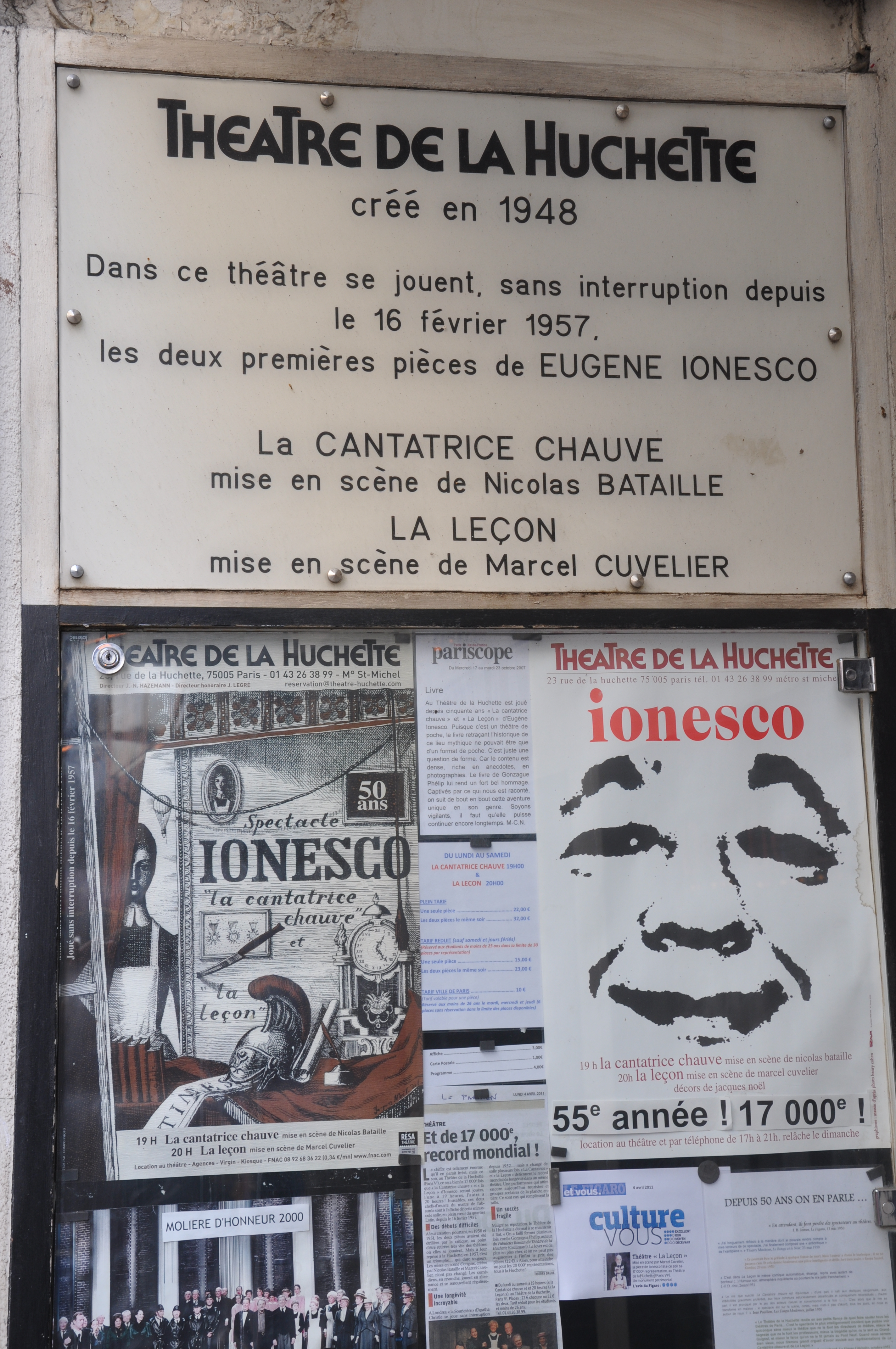
La Cantatrice chauve à l'affiche en 2011.

À partir de 1935, inspiré par les phrases d'exercices de L'Anglais sans peine de la méthode Assimil, Ionesco conçoit sa première pièce La Cantatrice chauve, qui est jouée en 1950 ; à défaut d'attirer immédiatement le public, elle retient l'attention de plusieurs critiques, des membres du Collège de Pataphysique, et de plusieurs amateurs de littérature, comme ses amis, le couple Monica Lovinescu et Virgil Ierunca. En 1950, il obtient la nationalité française. Il continue d'écrire des pièces, comme La Leçon (représentée en 1951) et Jacques ou la soumission, qui font de lui un auteur de théâtre français à part entière et un des dramaturges les plus importants du théâtre de l'absurde — même s'il ne cessera de réfuter ce terme, trop réducteur à ses yeux.
En 1951, suivent Les Chaises, Le Maître et L'avenir est dans les œufs. En 1952, il a l'idée de Victimes du devoir, l'une de ses pièces les plus autobiographiques. La même année voit la reprise de La Cantatrice chauve et de La Leçon. 1953 est l'année de la reconnaissance : Victimes du devoir est représentée pour la première fois, accompagnée d'une série de sept sketches, et reçoit un accueil favorable. Le premier recueil en un volume de ses pièces est imprimé. Ionesco rédige encore Amédée ou Comment s'en débarrasser et Le Nouveau Locataire.
Ionesco est alors reconnu comme un auteur jouant spirituellement avec l'absurde et parvient presque à vivre de ses pièces. En 1954, il écrit Le Tableau et le récit Oriflamme, et il fait à Heidelberg son premier voyage de conférences à l'étranger. En 1955, il rédige L'Impromptu de l'Alma et voit jouer pour la première fois une de ses pièces à l'étranger (Le Nouveau Locataire). En 1957, il devient Satrape du Collège de 'Pataphysique. La Cantatrice chauve et La Leçon connaissent une deuxième reprise au petit théâtre de la Huchette à Paris ; elles figurent depuis lors sans interruption au programme de cette salle.
Il reçoit le premier prix horticole séculier de l'Académie Alphonse-Allais en 1954 à Honfleur.

### Années à succès
Pendant l'hiver 1958-1959, Ionesco développe la pièce Tueur sans gages à partir du récit Oriflamme.
En automne 1959, paraît chez Gallimard Rhinocéros, une nouvelle pièce dans laquelle Ionesco manifeste son effroi devant toutes les formes de totalitarisme : cette pièce reprend, avec de légères modifications, l'action et les personnages de la nouvelle du même nom qui avait été écrite antérieurement (la nouvelle en question sera ensuite incorporée en 1962 au recueil La Photo du colonel).
La pièce est représentée pour la première fois dans une traduction allemande le 6 novembre 1959 au Schauspielhaus de Düsseldorf, où le public acclame la critique du nazisme. La pièce est créée dans sa version française à Paris à l'Odéon-Théâtre de France le 22 janvier 1960 dans une mise en scène de Jean-Louis Barrault et des décors de Jacques Noël : pour Ionesco, c'est la consécration. En avril 1960, Rhinocéros est montée à Londres au Royal Court Theatre dans une mise en scène d'Orson Welles avec Laurence Olivier dans le rôle de Bérenger.
En 1961-1962, naît Le roi se meurt, une réflexion sur la mort ; en 1962, c'est Délire à deux et Le Piéton de l'air (d'après la nouvelle du même nom, cf. le recueil La Photo du colonel).
En 1962 également, paraît sous le titre Notes et contre-notes une collection d'articles et de conférences de Ionesco sur son théâtre. En 1964, Düsseldorf est une fois de plus témoin d'une première de Ionesco : La Soif et la Faim. Cette même année, une de ses pièces (Rhinocéros) est mise en scène pour la première fois dans son pays natal, la Roumanie.
De 1960 à 1964, son épouse et lui ont habité au 14 rue de Rivoli à Paris.

### Dernières décennies

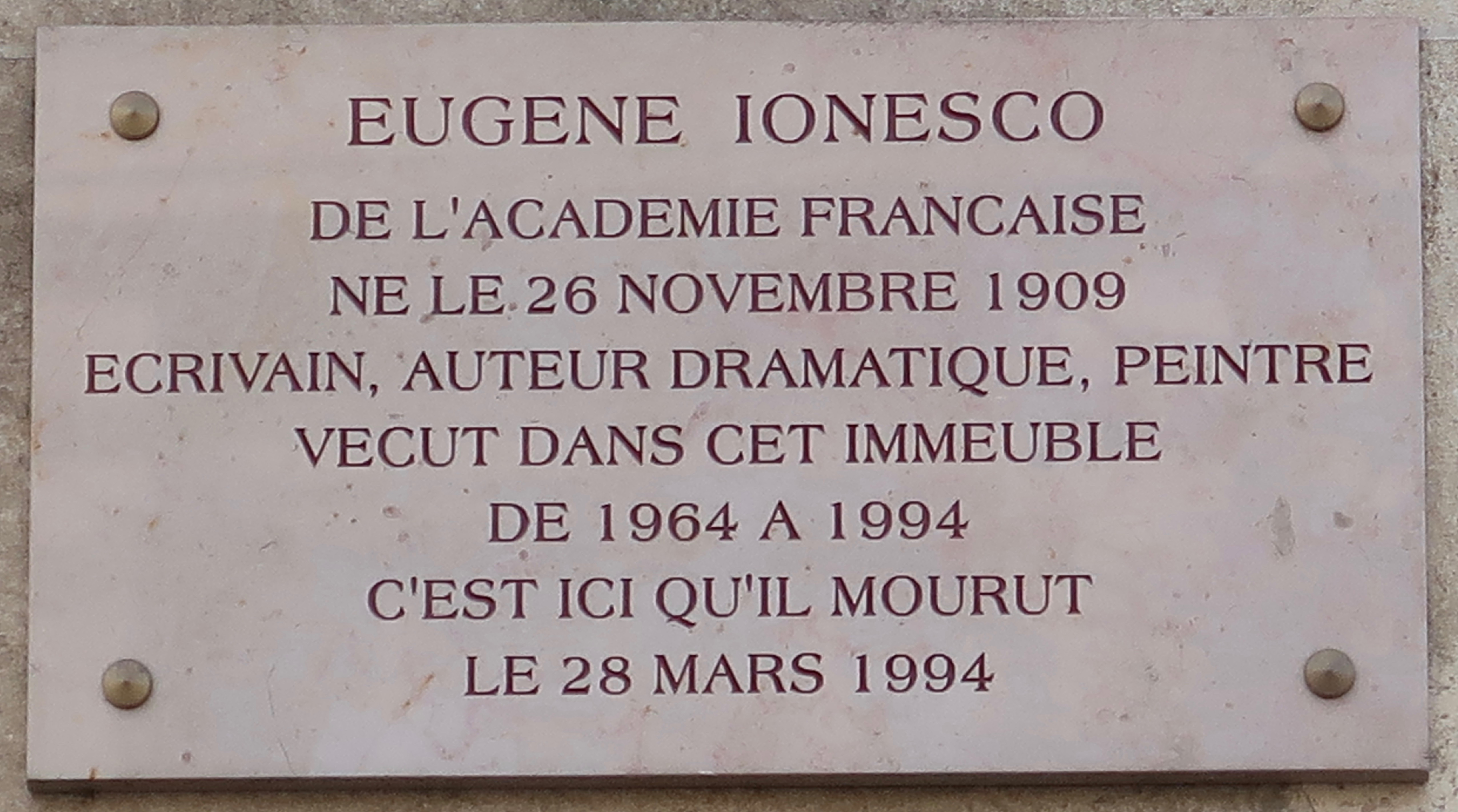
Plaque au no 96 boulevard du Montparnasse (14e arrondissement de Paris), où il vit entre 1964 et 1994.

Un peu malgré lui, Ionesco entre alors dans le personnage de l'écrivain établi que l'on invite à des conférences, comblé de prix et d'honneurs, et rentre en 1970 à l'Académie française, élu au fauteuil de Jean Paulhan, qui avait été l'un de ses plus précieux soutiens durant les années 1950. Dans la dernière partie de sa vie, il s'essaye également au genre romanesque et termine en 1973 Le Solitaire, où un personnage à la fois marginal et insignifiant passe en revue son passé vide de sens et son présent.
Comme dramaturge, Ionesco transforme en pièce de théâtre le roman Ce formidable bordel ! (1973). Dans cette pièce, il fait jouer au personnage principal un rôle tout à fait passif, presque muet et tout de même impressionnant. Comme la pièce ne se prive pas de jeter des sarcasmes sur les soixante-huitards, ceux-ci le traitent d'auteur fascisant, lui qui avait été longtemps considéré comme le porte-parole d'une critique radicale de la société moderne.

En 1975, il donne sa dernière pièce, L'Homme aux valises. Après quoi, Ionesco se tourne davantage vers d'autres genres, en particulier l'autobiographie. En mai 1977, il signe un appel demandant l'arrêt de poursuites en cours contre le Groupe union défense, non en raison de leur idéologie, mais parce qu'il estimait absurdes les poursuites engagées contre eux. En février 1978, il fait partie des membres fondateurs du Comité des intellectuels pour l'Europe des libertés. Cela, ajouté à sa dénonciation des crimes des régimes communistes et de l'aveuglement des intellectuels français admirateurs de ces régimes, commence à lui donner une réputation sulfureuse d'homme d'extrême-droite (qu'il partage avec les autres Roumains de sa génération, accusés d'avoir été fascistes et antisémites),. Cette réputation s'accentue en février 1989, lorsqu'il ouvre la session publique organisée par le Parlement européen au sujet des violations des droits de l'homme commises par le régime communiste roumain.

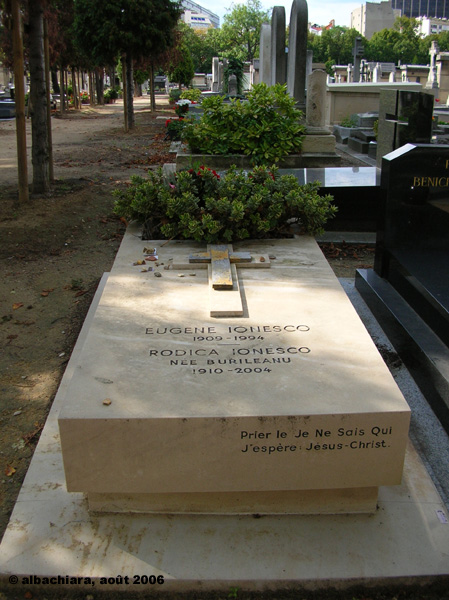
Tombe d'Eugène Ionesco et de sa femme Rodica avec une épitaphe qui révèle ses doutes sur la religion.

Dans les dernières années de sa vie, malgré la chute du rideau de fer et l'ouverture des archives, la concurrence des mémoires s'installe : les victimes des régimes dits communistes et les compromissions de nombreux intellectuels avec ces dictatures ne trouvent guère d'écho dans la mémoire collective, alors que la moindre compromission de tel ou tel intellectuel roumain avec l'extrême-droite est dénoncée avec vigilance.
La santé de Ionesco se dégrade : il sombre alors dans la dépression et utilise la peinture comme thérapie. Il meurt dans le 14e arrondissement de Paris, à l'âge de 84 ans, et est enterré au cimetière du Montparnasse. Malgré l'instrumentalisation politique de la mémoire des tragédies qu'il évoque, Ionesco est non seulement « roi sans couronne » du théâtre de l'absurde, mais il est aussi considéré comme l'un des grands dramaturges français du XXe siècle.

## Une triple figure d'auteur
L'entrée « Eugène Ionesco » des encyclopédies retient et entérine la figure — synthétique et minimaliste — d'un dramaturge français d'origine roumaine, chef de file du théâtre de l'absurde aux côtés de Samuel Beckett et Arthur Adamov. Il montrait à l'égard de Beckett de l’admiration, autant que de l’agacement d’être mis en concurrence avec l’auteur irlandais. « En disant que Beckett est le promoteur du théâtre de l’absurde, en cachant que c’était moi, les journalistes et les historiens littéraires amateurs commettent une désinformation dont je suis victime et qui est calculée ». Il insiste sur le fait que En attendant Godot est arrivé trois ans après La Cantatrice chauve, deux ans après la Leçon et un an après Les Chaises.
Dans son expression la plus simple, Ionesco est parfois réduit à « l'auteur de La Cantatrice chauve et de Rhinocéros ». Il s'agit cependant d'une vision réductrice : le roman, les contes, les nouvelles, les journaux intimes, les pamphlets, les essais politiques et esthétiques de Ionesco ont été souvent mésestimés, voire occultés, peut-être à cause de la difficulté à les relier directement à la dramaturgie avant-gardiste de leur auteur. Eugène Ionesco est certes l’auteur des Chaises, de Rhinocéros et de La Soif et la Faim ; il est aussi l’auteur d’Antidotes, Le Solitaire et La Quête intermittente.
La particularité de celui auquel Jacques Mauclair a décerné le titre d’« enfant terrible de la littérature et de la vie parisienne » est certainement de résister farouchement à tout essai de démystification. Cependant, cette figure d'auteur relativement complexe semble s'articuler autour d'au moins trois images qui se superposent.

### L'«anti-auteur»
En premier lieu, l’entrée de Ionesco dans l’espace littéraire de l’après-guerre, de La Cantatrice chauve à L'Impromptu de l'Alma : Ionesco ne devient pas un auteur, mais plutôt un « anti-auteur » (selon ses propres mots), présentant des « anti-pièces » qui s’écartent de l’horizon d'attente du public. Eugène Ionesco est alors un personnage iconoclaste et avant-gardiste. Arrivé sur les planches par le truchement de circonstances inattendues, il côtoie les rangs du collège de Pataphysique, et déroute la critique parisienne par ses facéties et son esprit de contradiction.

### Le«grand écrivain»
Ionesco est un de ces rares auteurs à avoir été reconnu de son vivant comme un « classique ». Il a ainsi connu une renommée internationale fulgurante, d’abord au Royaume-Uni, où il a suscité de nombreuses polémiques avec le critique dramatique Kenneth Tynan (en). Ses pièces ont en outre connu un succès populaire jamais démenti, qui les a conduites des petites salles du Quartier latin (les Noctambules, le Poche, la Huchette) où il a fait ses débuts, aux grandes scènes parisiennes (le Théâtre de l'Odéon, le Studio des Champs-Élysées, la Comédie-Française). Ce succès public a été ensuite confirmé par une reconnaissance institutionnelle : élection à l’Académie française ou autre prix T.S. Eliot-Ingersoll à Chicago.
Dramaturge, essayiste, romancier, conférencier qui se fait remarquer par un engagement politique, Ionesco devient, avec Rhinocéros, Le roi se meurt, La Soif et la Faim, Jeux de massacre et Macbett – toute une série de grandes pièces tragiques – un écrivain occupant une place essentielle dans la littérature mondiale. Il faut cependant relativiser cet engagement. D'une part, il s'est toujours opposé au théâtre engagé et à Brecht, déclarant dans un entretien radiophonique : « Je n'aime pas Brecht, justement parce qu'il est didactique, idéologique. » D'autre part, Rhinocéros a certes pour point de départ l'anti-nazisme, mais comme l'écrit Pascale Alexandre-Bergues, cette pièce « vise moins une idéologie précise que la question, plus générale, du dogmatisme ».

### Un«homme en question»
Enfin, le troisième versant de cette figure d’auteur apparaît dans son retrait de la scène littéraire. À Saint-Gall, en Suisse, Ionesco abandonne ainsi les mots pour une peinture naïve et chargée de symboles. Le dernier visage de Ionesco est celui du mystique épris de philosophie orientale, passionné par la Kabbale, dans le sillage de son ami Mircea Eliade. Les essais de cette époque, d’Antidotes à La Quête intermittente, en passant par Un homme en question, sont autant de monologues nostalgiques et métaphysiques, au travers desquels Ionesco s'oriente vers une écriture intimiste où il se cherche, s’analyse lui-même et se révèle.
La coexistence intermittente de ces trois figures ne fait aucun doute. En effet, l’introspection est déjà présente en 1952 dans Les Chaises et en 1956 dans Amédée ou Comment s'en débarrasser, de même que les journaux intimes, Journal en miettes et Présent passé. Passé présent, qui sont publiés dans les années 1960, à l’époque où il investit les grandes scènes aux côtés de Jean-Louis Barrault.
À l’inverse, alors qu'Ionesco semble s’être retiré de la vie publique, alors même qu’il est hospitalisé à Bruxelles le 22 février 1989, il transmet, par l’intermédiaire de sa fille, un réquisitoire célèbre contre le génocide perpétré par le régime communiste, renouant avec la figure de l’intellectuel engagé. Pour autant, le 7 mai de la même année, à l’occasion de la troisième Nuit des Molières, la facétie de l’amuseur et du trublion n'ont pas disparu. Ionesco reste parfaitement égal à lui-même.

## Œuvre
Eugène Ionesco est considéré, avec l'Irlandais Samuel Beckett, comme le père du théâtre de l'absurde, pour lequel il faut « sur un texte burlesque un jeu dramatique ; sur un texte dramatique un jeu burlesque ». Au-delà du ridicule des situations les plus banales, le théâtre de Ionesco représente de façon palpable la solitude de l'homme et l'insignifiance de son existence. Il refusait cependant lui-même la catégorisation de ses œuvres sous la dénomination de théâtre de l’Absurde. Il disait : « Je préfère à l’expression absurde celle d’insolite. ». Il voit dans ce dernier terme un caractère d’effroi et d’émerveillement face à l’étrangeté du monde, alors que l’absurde serait synonyme de non-sens, d’incompréhension. « Ce n’est pas parce qu’on ne comprend pas une chose qu’elle est absurde », résume son biographe André Le Gall.

### Théâtre
- La Cantatrice chauve (1950)
- Les Salutations (1950)
- Le Vicomte (1950)
- La Leçon (1951)
- Les Chaises (1952)
- Victimes du devoir (1953)
- La Jeune Fille à marier (1953)
- La Nièce-Épouse (1953)
- Le Maître (1953)
- Le Rhume onirique (1953)
- Le Salon de l'automobile (1953)
- Les connaissez-vous ? (1953)
- Les Grandes Chaleurs (1953)
- Amédée ou Comment s'en débarrasser (1954)
- Jacques ou la Soumission (1955)
- Le Nouveau Locataire (1955)
- Le Tableau (1955)
- L'Impromptu de l'Alma (1956)
- Tueur sans gages (1959)
- Scène à quatre (1959)
- Rhinocéros (1959)
- Apprendre à marcher (1960)
- L'Œuf dur (1961)
- Délire à deux (1962)
- L'avenir est dans les œufs (1962)
- Le roi se meurt (1962)
- La Colère (1962)
- Le Piéton de l'air (1963)
- Exercices de conversation et de diction française pour étudiants américains (1964)
- La Soif et la Faim (1964)
- Pour préparer un œuf dur (1965)
- La Lacune (1966)
- Jeux de massacre (1970)
- La Vase (1970)
- Macbett (1972)
- Ce formidable bordel ! (1973)
- L'Homme aux valises (1975)
- Contes (1979)
- Voyages chez les morts (1980)

### Livret d'opéra
- Maximilien Kolbe (1985) sur une musique de Dominique Probst.

### Controverses
Ionesco s'était prononcé contre la libéralisation de l'avortement. Les premières manifestations pacifiques débutent le 17 janvier 1988, où plusieurs milliers de personnes opposées à la dépénalisation de l'avortement défilaient pour ce qu'ils appelaient l'« objection de conscience à toute participation à l'avortement » (AOCPA). Au comité de parrainage de la marche figuraient notamment les personnalités suivantes : Jean Guitton, Michel Mohrt, Eugène Ionesco, Alfred Sauvy, Jeanne Bourin, Hamza Boubakeur et les prêtres catholiques Guy Gilbert et Joseph Wresinski
Cette action lui a valu des critiques de toute part.[réf. souhaitée]

### Essais
- Notes et contre-notes : L'auteur et ses problèmes ; I. Expérience du théâtre ; II. Controverses et témoignages ; III. Mes pièces ; IV. Vouloir être de son temps c'est déjà dépassé, Paris, Éditions Gallimard, coll. « "Pratique du Théâtre" », janvier 1962, 248 p.
- Découvertes, Genève, Albert Skira, coll. « Les Sentiers de la Création », 1969
- Antidotes : Oser ne pas penser comme les autres ; I. De Prague à Londres, la honte ; II. La culture n'est pas l'affaire de l'État ; III. J'aurais écrit, de toute façon ; IV. Notes, fragments, polémiques, entretiens ; Pourquoi j'écris ; l'Académie ; Hommage à mes amis disparus, Paris, Éditions Gallimard, coll. « Blanche », août 1977, 376 p. (ISBN 2-07-029760-8 et 9782070297603, présentation en ligne)
- Un homme en question : essais : L'homme en question, Tel Quel, février 1978 ; Culture et politique ; Discours d'ouverture du Festival de Salzbourg 1972 ; Délivrons-nous de nos idées, La Nouvelle Revue française, Paris, Éditions Gallimard, coll. « Blanche », mai 1979, 224 p. (ISBN 2-07-028742-4 et 9782070287420, présentation en ligne), septembre 1977 ; Tout à recommencer ?, La NRF, novembre 1977 ; Il m'est de plus en plus difficile…, La NRF, janvier 1978 ; Quelques nouvelles raisons de désespérer, La NRF, avril 1978 ; Un mois plus tard, La NRF, août 1978 ; Monologues et mise en scène de certains rêves, La NRF, 1.3.1979 ; Myriam et autres ; Le docteur I.V. arrive en France ; Peur de l'utopie ; Événements inexplicables qui me sont arrivés, Cahiers de l'Est, no 1, janvier 1975 ; J'accuse…, Le Figaro, 24 décembre 1977 ; Ces Américains anti-Américains, Le Figaro, 25 décembre 1978 ; Contre les metteurs en scène censeurs, Le Figaro, 10 février 1979 ; Staline : l'archétype du tyran Le Figaro, 4 mars 1978 ; Lettre à M. ; À bas les politiciens L'Express, 9 janvier 1978 ; La Cantatrice vingt ans après, L'Express Magazine, 9-15 janvier 1978 ; « Job et l'excès du mal » de Philippe Nemo, Le Quotidien de Paris, 8 juin 1978 ; Miró, le seul peintre qui ose démontrer à Dieu qu'il s'est trompé, Paris Match, 10 novembre 1978 ; Le monde est invivable, Le Soir (Bruxelles), 14 février 1979 ; Paul Goma, Le Monde, 9 mars 1979 ; Le 31 août 1978; Bernard Dreyfus, artiste peintre, 1980, publié dans Bernard Dreyfus, Maison de l'Amérique Latine, 2009.
- Hugoliade [« Viața grotescă și tragică a lui Victor Hugo »] (trad. du roumain par Dragomir Costineanu avec la participation de Marie-France Ionesco, postface Gelu Ionescu), Paris, Éditions Gallimard, coll. « Hors serie Litterature », septembre 1982, 160 p. (ISBN 2-07-021712-4 et 9782070217120, présentation en ligne)
- Lucien Raimbourg, Claude Raimbourg, Éditions de la Maison du Portal, Levens, 1983
- Non : Première partie : Moi, Tudor Arghezi, Ion Barbu et Camil Petresco; Deuxième partie : Faux itinéraire critique (trad. du roumain par Marie-France Ionesco, préf. Eugen Simion, postface Ileana Gregori), Paris, Éditions Gallimard, coll. « Blanche », avril 1986, 312 p. (ISBN 2-07-070675-3 et 9782070706754, présentation en ligne)
- La Quête intermittente, Paris, Éditions Gallimard, coll. « Blanche », janvier 1988, 180 p. (ISBN 2-07-071210-9 et 9782070712106, présentation en ligne)
- François Baron-Renouard, un impressionniste du non figuratif, Tokyo, Japon, Musée Seiji Togo, 1981

### Roman, nouvelles et contes
- La Photo du colonel (Gallimard, 1962), nouvelles (Oriflamme, La Photo du colonel, Le Piéton de l'air, Une victime du devoir, Rhinocéros, La Vase, Printemps 1939)
- Le Solitaire (Mercure de France, 1973), roman
- Contes pour enfants de moins de 3 ans, illustrations de Étienne Delessert, éd. Harlin Quist en anglais, éd. Gallimard en français

1. Conte no 1, 1968
2. Conte no 2, 1970
3. Conte no 3, 1971
4. Conte no 4, 1976

Intégrale Contes 1, 2, 3, 4, Gallimard, 2009

### Journaux
- Journal en miettes, Mercure de France, 1967récits de rêves, opinions, souvenirs, réflexions morales, notes sur la littérature
- Présent passé, passé présent, Mercure de France, juillet 1968

### Œuvre graphique
Eugène Ionesco est également l'auteur d'une œuvre graphique ; à partir des années 1980, il commence à peindre et à dessiner, et réalise des lithographies.
- Eugène Ionesco, Le Blanc et le Noir, Saint-Gall, Erker, 1981.

### Scénario
- 1962 : Les Sept Péchés capitaux, segment La Colère, scénario et dialogue Eugène Ionesco, réalisation Sylvain Dhomme.

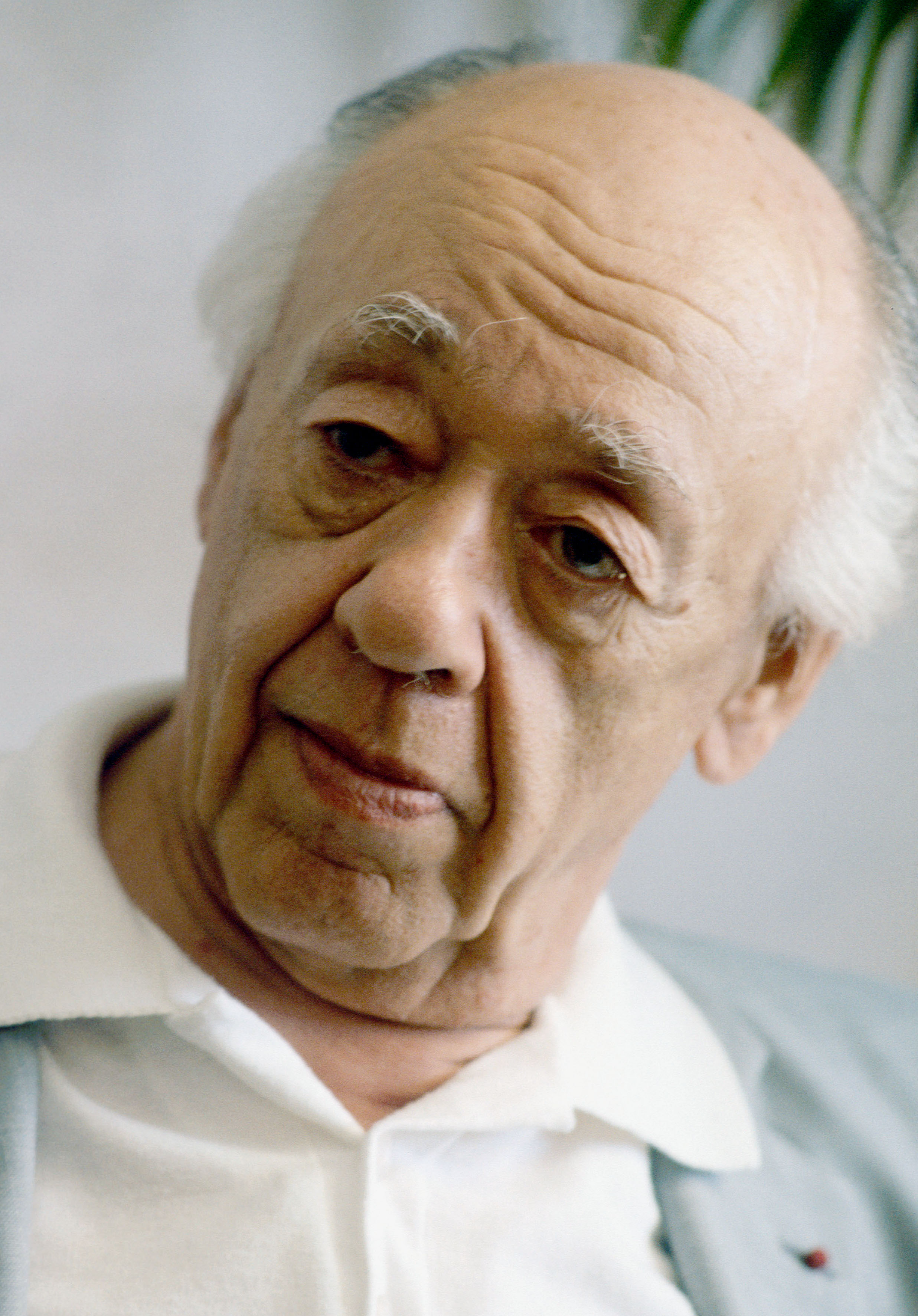
Eugène Ionesco en 1993.

## Récompenses et distinctions
- 1957 : Satrape du Collège de 'Pataphysique
- 1966 : prix du Brigadier pour La Soif et la Faim, Comédie-Française
- 1966 : grand prix du Théâtre de la Société des Auteurs
- 1969 : prix Prince-Pierre-de-Monaco
- 1969 : grand prix national du Théâtre
- 1970 : grand prix de littérature européenne
- 1971 : Prix de l'État autrichien pour la littérature européenne
- 1973 : prix Jérusalem pour l'ensemble de son œuvre et notamment Rhinocéros
- 1976 : médaille Max Reinhardt au festival de Salzbourg
- 1984 :  Officier de la Légion d'honneur
- 1985 : prix international d'art contemporain de Monte-Carlo
- 1985 : prix T.S. Eliot-Ingersoll à Chicago
- 1987 : médaille de vermeil de la Ville de Paris
- 1988 :  Commandeur de l'ordre national du Mérite[47]

### Hommages
- À Issy-les-Moulineaux un lycée porte son nom[48].

### «Ionescien»
L'adjectif associé à son œuvre et à sa pensée est « ionescien ».

## Citations
- « C’est parfaitement lucide sur le ridicule métaphysique de ma situation d’homme, que je fais de la littérature. Si j’essayais de me retirer dans mes déserts intérieurs, je n’en continuerais pas moins de souffrir des succès et de la gloire montante de mes confrères d’ici et d’ailleurs. Je ne parviendrai pas à dépasser ces choses simples, communes, que vous, mesdames et messieurs, trouvez banales et n’appréciez guère. Je vivrai donc déchiré entre le désir de satisfaire mes petites vanités et la pleine conscience que le dérisoire, trop évident à mes yeux, d’une telle satisfaction ne me laisserait ni me réjouir ni désespérer. » (Non)
- « Ces Notes et contre-notes sont le reflet d’un combat mené au jour le jour, elles sont écrites au hasard de la bataille, elles pourront peut-être servir de documents, montrant ainsi ce que pouvait être le point de vue d’un auteur cerné qui, voulant répliquer de tous les côtés à la fois, s’est trouvé pris, parfois, dans les contradictions que l’on remarquera, sans doute, et dont les lecteurs voudront bien m’excuser. » (Notes et contre-notes)
- « Vous tous, innombrables, qui êtes morts avant moi, aidez-moi. Dites-moi comment vous avez fait pour mourir, pour accepter. Apprenez-le moi. Que votre exemple me console, que je m'appuie sur vous comme sur des béquilles, comme sur des bras fraternels. Aidez-moi à franchir la porte que vous avez franchie. Revenez de ce côté-ci un instant pour me secourir. Aidez-moi, vous, qui avez eu peur et n'avez pas voulu. Comment cela s'est-il passé ? Qui vous a soutenus ? Qui vous a entraînés, qui vous a poussés ? Avez-vous eu peur jusqu'à la fin ? Et vous, qui étiez forts et courageux, qui avez consenti à mourir avec indifférence et sérénité, apprenez-moi l'indifférence, apprenez-moi la sérénité, apprenez-moi la résignation. » (Le roi se meurt)
- « La vie est une lutte, ça serait lâche de ne pas combattre. » (Rhinocéros)
- « Prenez un cercle, caressez-le, il deviendra vicieux. » (Rhinocéros). Figure également dans "La cantatrice chauve".

### Notices
- Ressources relatives aux beaux-arts :   - Académie des arts de Berlin
  - Artists of the World Online
  - Bénézit
  - Delarge
  - Museum of Modern Art
  - National Portrait Gallery
  - RKDartists
  - Union List of Artist Names
- Ressources relatives à l'audiovisuel :   - AllMovie
  - Allociné
  - Ciné-Ressources
  - Filmportal
  - Filmweb.pl
  - IMDb
  - Unifrance
- Ressources relatives au spectacle :   - Archives suisses des arts de la scène
  - Les Archives du spectacle
  - Internet Broadway Database
  - Kunstenpunt
  - L’Officiel des spectacles
- Ressources relatives à la littérature :   - Académie française (membres)
  - Internet Speculative Fiction Database
  - Kritisches Lexikon zur fremdsprachigen Gegenwartsliteratur
  - The Paris Review
- Ressource relative à la musique :   - Répertoire international des sources musicales
- Ressource relative à la vie publique :   - Documents diplomatiques suisses 1848-1975
- Ressource relative à plusieurs domaines :   - Radio France
- Ressource relative à la recherche :   - Dialnet
- Notices dans des dictionnaires ou encyclopédies généralistes :   - Britannica
  - Brockhaus
  - Den Store Danske Encyklopædi
  - Deutsche Biographie
  - Enciclopedia italiana
  - Enciclopédia Itaú Cultural
  - Encyclopédie de l'Ukraine moderne
  - Gran Enciclopèdia Catalana
  - Hrvatska Enciklopedija
  - Internetowa encyklopedia PWN
  - Nationalencyklopedin
  - Munzinger
  - Proleksis enciklopedija
  - Store norske leksikon
  - Treccani
  - Universalis
  - Visuotinė lietuvių enciklopedija
- Notices d'autorité :   - VIAF
  - ISNI
  - BnF (données)
  - IdRef
  - LCCN
  - GND
  - Italie
  - Japon
  - CiNii
  - Espagne
  - Belgique
  - Pays-Bas
  - Pologne
  - Israël
  - NUKAT
  - Catalogne
  - Suède
  - Vatican
  - WorldCat